# Chiesa di Santa Sofia (Padova)
La chiesa di Santa Sofia è un luogo di culto cattolico di origine altomedievale che si innalza in contrà Altinate, a Padova. L'edificio, sorto su preesistenze pagane del III e IV secolo, rappresenta una delle più importanti testimonianze del romanico veneto e della produzione architettonica adriatica tra X e XII secolo. Conserva ancora il titolo di prepositura.

## Storia
La complessa storia dell'edificio è pari all'intricata disposizione delle varie fasi edificatorie che lo caratterizzano, fasi che restano ancora in gran parte incomprese o interpretate in maniera discordante dagli esperti. La tradizione la vuole fondata da san Prosdocimo sulle rovine di un tempio pagano dedicato ad Apollo. La dedicazione a santa Sofia (Divinæ Sapientæ) evocherebbe un'origine bizantina.
Il primo documento in cui è citata la chiesa di Santa Sofia è datato 19 febbraio 1123: il vescovo di Padova Sinibaldo intervenne per sollecitare i lavori di completamento della chiesa, lavori edificatori che perduravano da decenni, almeno dal 1109, in un cantiere colpito da importanti calamità come il terremoto del 1117. La difficile lettura della fabbrica si lega pure ai numerosi ritrovamenti archeologici (molti i reperti databili tra il II e il IV secolo d.C.) avvenuti nell'area sin dal medioevo, ritrovamenti che suggestionarono non poco i cronisti e la popolazione. Se l'abside è secondo alcuni databile addirittura all'età carolingia, il rinvenimento negli anni '50 di una cripta sotto l'area presbiterale, con analogie riferibili al cantiere della basilica di San Marco, ha creato non pochi problemi alle datazioni.

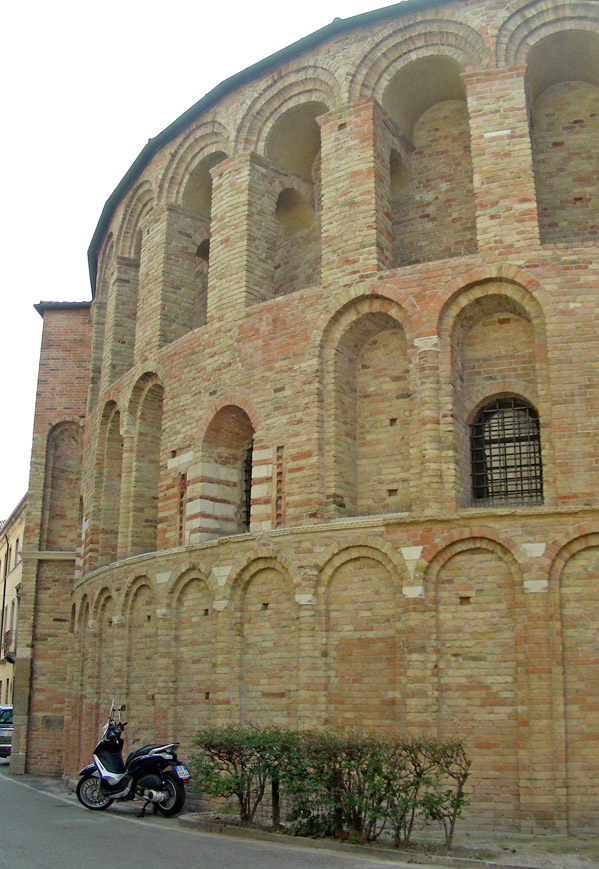
Esterno dell'abside

Sicuramente l'abside monumentale fu frutto della prima fase del cantiere di santa Sofia, intrapresa per alcuni nel IX secolo e per altri tra il 1070 e il 1080, fase conclusasi verso il 1106. La seconda fase si aprì senza dubbio dal 1117 e si concluse verso 1170 con soluzioni più modeste e sbrigative, come il massiccio uso di materiale di riporto. La struttura subì interventi di abbellimento verso la fine del XIV secolo ed adeguamenti a seguito delle riforme liturgiche approvate dal Concilio di Trento (fine XVI sec.). 
Il diciassettenne Andrea Mantegna aveva compiuto  il suo primo lavoro indipendente dal maestro-protettore Squarcione proprio per l'altare maggiore: una pala raffigurante la Madonna con Bambino in sacra conversazione con santi; l'opera, dispersa nel Seicento, era datata 1448.
Nella chiesa, già con il vescovo Sinibaldo, si instaurarono i canonici portuensi agostiniani sostituiti in seguito (già nel 1517) da una comunità di monache benedettine.
Nel XVI secolo ebbe il titolo di chiesa parrocchiale, poi fu elevata a prepositura da cui dipendevano la chiesa di San Gaetano, la chiesa dei Paolotti, la chiesa di San Mattia e la chiesa di San Biagio. In seguito alle legislazioni napoleoniche le monache furono allontanate (1806-1810) e il convento divenne proprietà demaniale.
Tra il 1951 e il 1958 la struttura ha subito importanti interventi di restauro con l'intento di ripristinare l'aspetto primitivo della chiesa. Con questi lavori si è perso gran parte del patrimonio manieristico e barocco conservato nella fabbrica.
Recentemente è stata nuovamente oggetto di importanti lavori di conservazione e pulitura delle pareti.
Ora la chiesa di Santa Sofia è prepositurale, parrocchiale retta dal clero secolare della diocesi di Padova, inserita nel vicariato della cattedrale.
Da Santa Sofia dipende la chiesa di San Gaetano e sino a non molto tempo fa, la chiesa di Santa Caterina, che è divenuta indipendente.
Nella chiesa, sino al 1957, si veneravano i corpi incorrotti della beata Beatrice I d'Este (dal 1578) e della beata Elena Enselmini, quest'ultimo giunto dalla chiesa della Beata Elena nel 1810.
Vi è sepolto il celebre letterato Ludovico Cortusio.
Nella chiesa si conserva, proveniente dalla chiesa di Santa Caterina, il fonte battesimale dove ricevettero il battesimo Livia e Gianvincenzo, figli di Galileo Galilei.

## Descrizione

### Esterno
La chiesa è orientata da levante (abside) a ponente (facciata). La costruzione è caratterizzata dall'attento uso della pietra e del cotto, che compone in larga parte la fabbrica.

#### La facciata e le fiancate

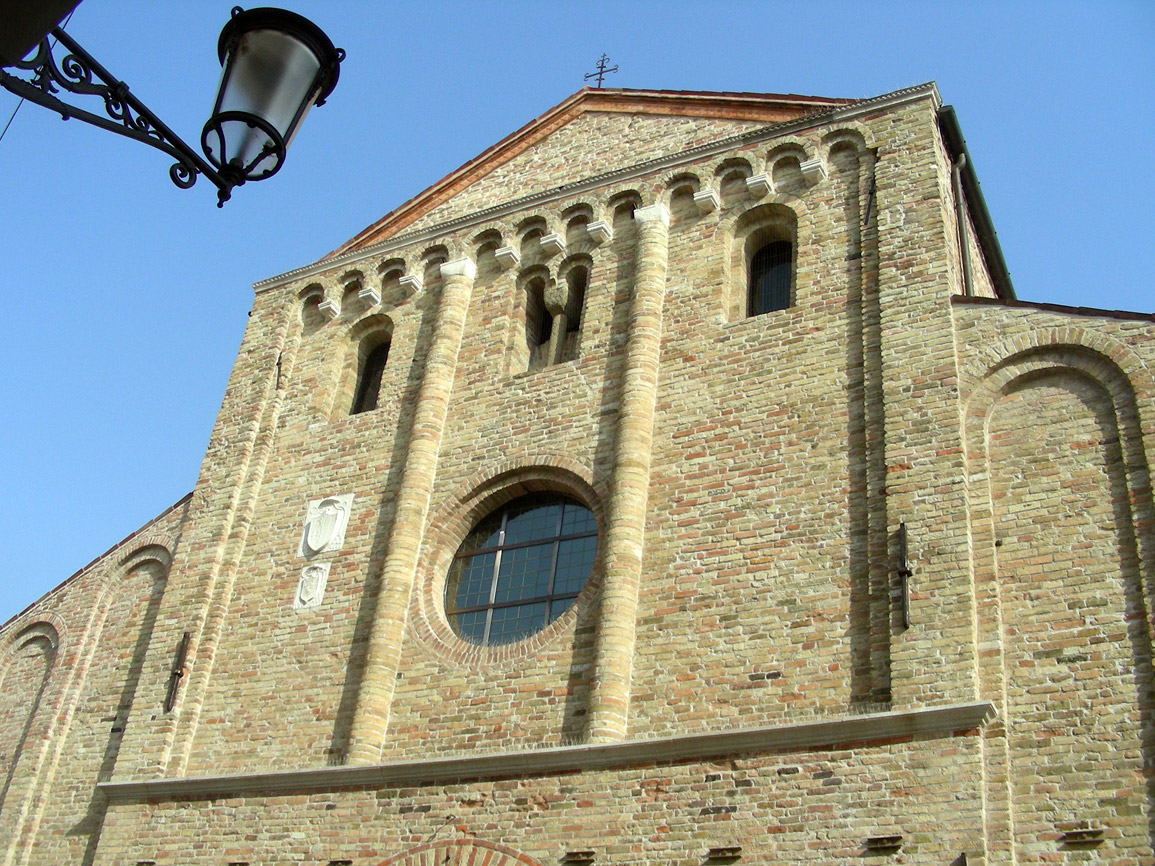
La parte superiore della facciata

La facciata a salienti è piombata verso settentrione, a causa di un cedimento delle fondamenta avvenuto intorno all'epoca di costruzione. Mossa da nicchie, arcate cieche e archetti pensili, si ricollega forse al cantiere di Torcello ed è databile alla prima metà del XII secolo. 2 stemmi arcivescovili la ornano in alto a sinistra (vedi foto). All'interno di alcune nicchie, a settentrione, sono visibili lacerti di affresco trecentesco. La bifora al vertice è opera di un ripristino novecentesco mentre il grande oculo è trecentesco frutto di alcuni interventi promossi dal vescovo Stefano da Carrara per abbellire la struttura.
Lungo le navate, semplici e disadorne si aprono aperture di varie epoche: monofore e bifore della costruzione romanica, oculi gotici e finestroni quadrangolari cinquecenteschi. I finestroni alla palladiana aperti nel seicento furono tamponati già nell'Ottocento.

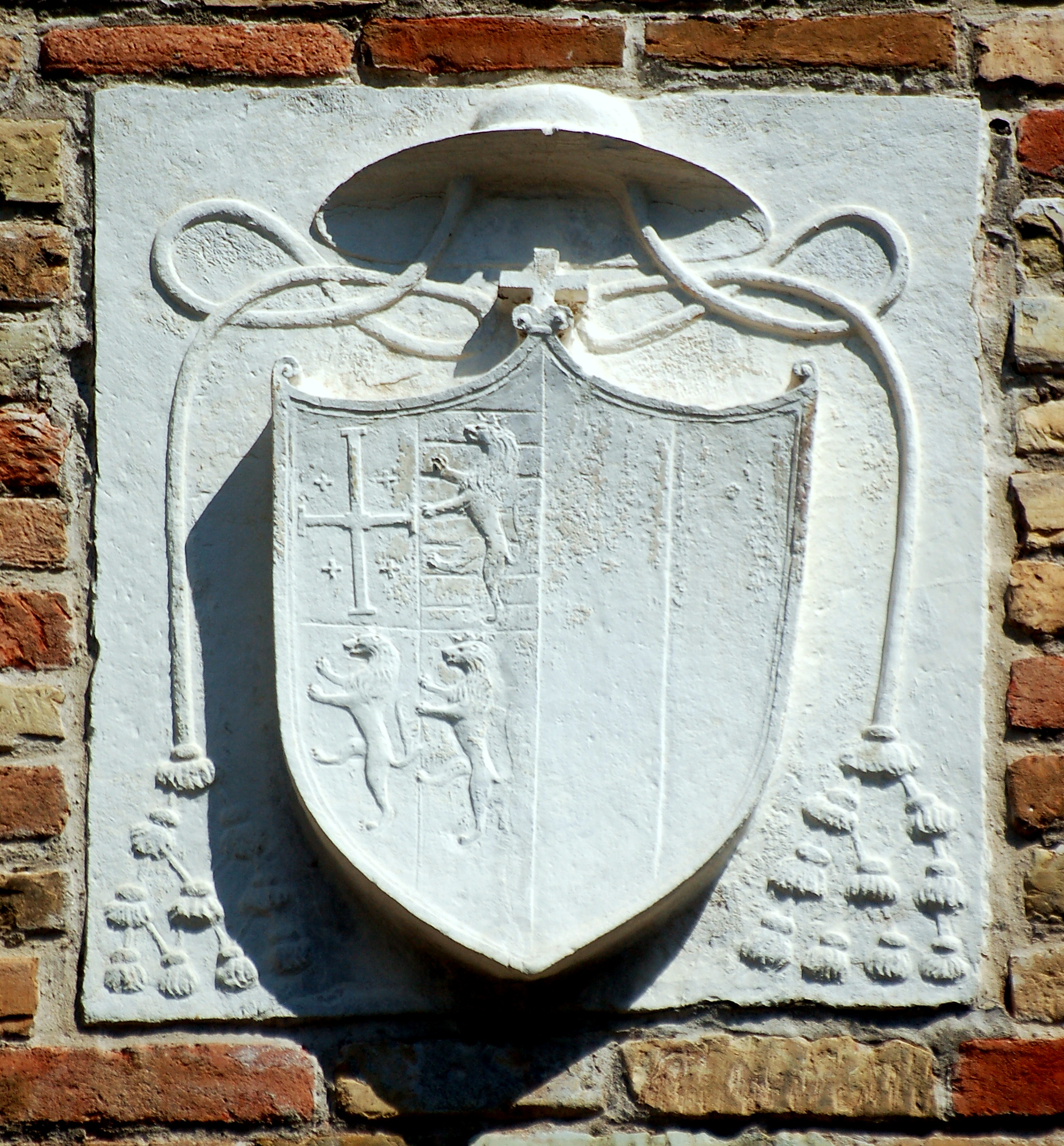
Stemma arcivescovile Corner in pietra d'Istria

#### L'abside
La parte più antica è l'abside, mossa da archi ciechi e da una galleria, tutto convergente alla grande nicchia centrale (ricomposta nel 1852). L'imponente costruzione, che alcuni datano addirittura al X secolo o addirittura al VII (Pietro Selvatico), sembra evocare la tradizione ottoniana e bizantina, con un ricercato uso cromatico della pietra e del cotto, per la raffinata disposizione delle aperture e degli equilibri. Alcuni studiosi vi hanno visto parte di una rotonda incompiuta, altri simiglianze con il cantiere di Santa Maria e Donato a Murano

#### Il campanile e le campane
Il campanile romanico gotico, datato 1296, si erge su una delle volte della grande abside. Nella cella sono presenti 3 campane in scala di Mib3 maggiore più campanello in Re4 a sistema veronese. Grande e media sono opera dei Fratelli De Poli di Ceneda (TV) nel 1857 mentre piccola e campanello da Daciano Colbachini di Padova, rispettivamente 1913 e 1881.

### Interno

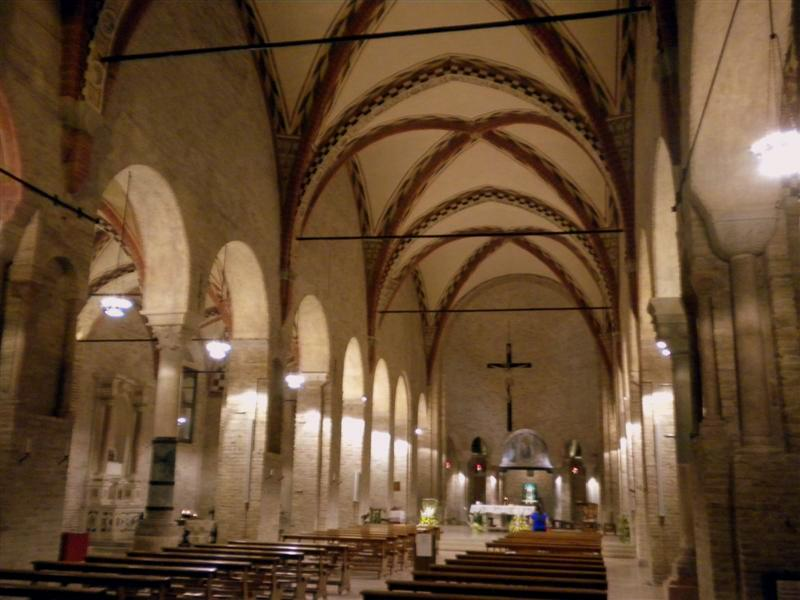
Interno

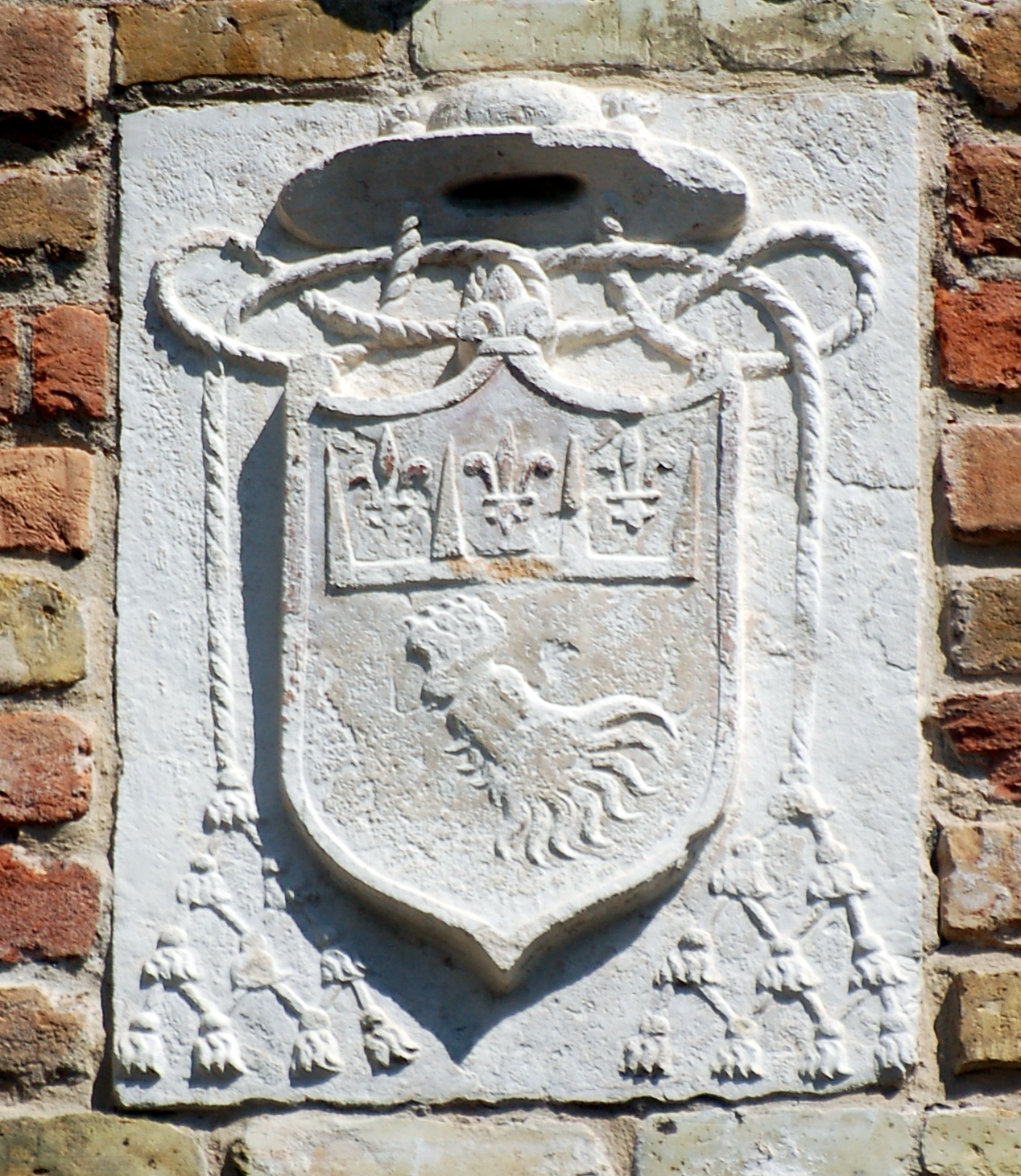
Stemma Arcivescovile (dieci fiocchi per lato) Bonfiglio (Bonfio) in facciata Santa Sofia con tre gigli tra quattro punte di un rastrello, zampa di leone recisa sottostante

Il suggestivo interno è frutto dei radicali interventi degli anni '50 del novecento che hanno ridonato all'aula un aspetto severo ed armonico, precedentemente stravolto dagli abbellimenti cinquecenteschi e seicenteschi. I pilastri e le colonne sostengono le numerose arcate che convergono all'imponente catino absidale, pure sostenuto da arcate. La copertura a volte a crociera intonacata risale al periodo degli interventi tardo trecenteschi promossi dal vescovo Stefano da Carrara. Le navate laterali concludono in una sorta di deambulatorio, interrotto dalla grande nicchia in testa all'abside, dove è stato posto il tabernacolo.
Le colonne e i capitelli che si alternano ai pilastri e le decorazioni lapidee sono materiale di riporto di età romana e bizantina, alcuni lavorati finemente a niello. Lungo le pareti sono individuabili affreschi duecenteschi e trecenteschi, questi di scuola giottesca.

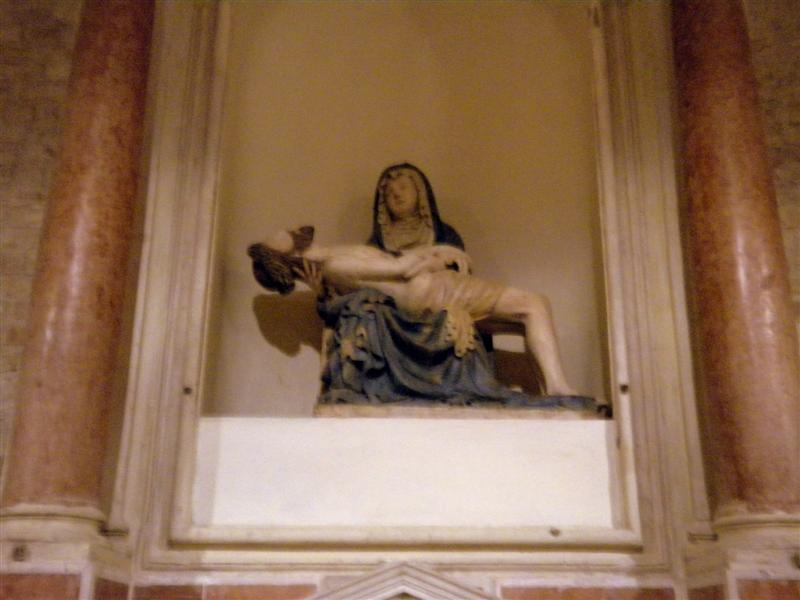
La Pietà di Egidio da Wiener Neustadt

Entrando, sulla destra vi è un piccolo lapidario. Segue l'altare della Beata Beatrice D'Este che ne conservò il corpo incorrotto sino agli anni '50. L'altare seguente mostra una pala con san Francesco da Paola e suoi miracoli, proveniente dalla chiesa dei Paolotti. Dirimpetto, sulla navata sinistra, altare con pregevolissima Pietà di Egidio da Wiener Neustadt sopra le volte a crociera proseguono con affreschi gotici. Poi, acquasantiera ricavata da un capitello di età imperiale incompiuto.
Il complesso abside è mosso da nicchie-sedile che convergono al nicchione centrale che reca, sull'arco, un affresco trecentesco con Vergine in trono e Sante. Sospeso sul catino, un crocefisso ligneo quattrocentesco.
Sotto il presbiterio si estende la cripta, incompiuta.
In controfacciata è posto il monumento sepolcrale di Ludovico Cortusio.

## Galleria d'immagini

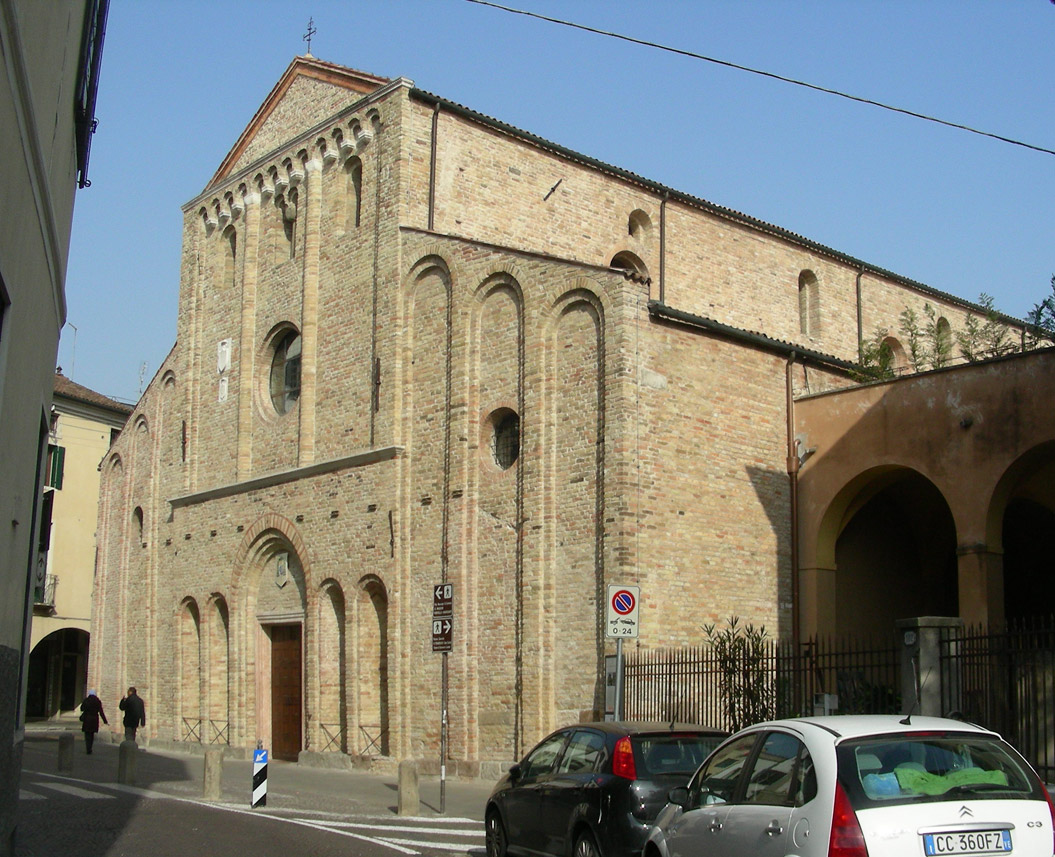
Esterno della chiesa
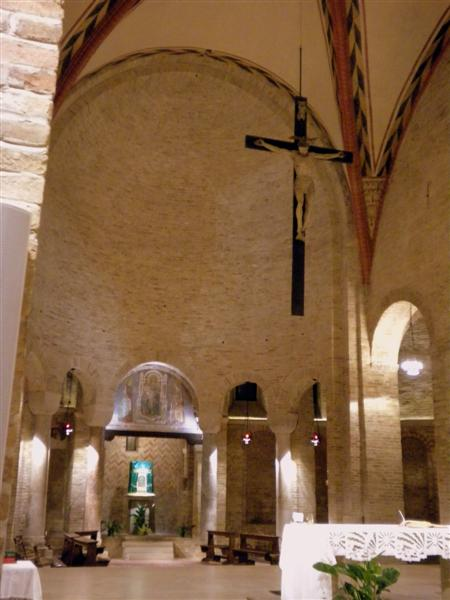
Interno dell'abside e presbiterio
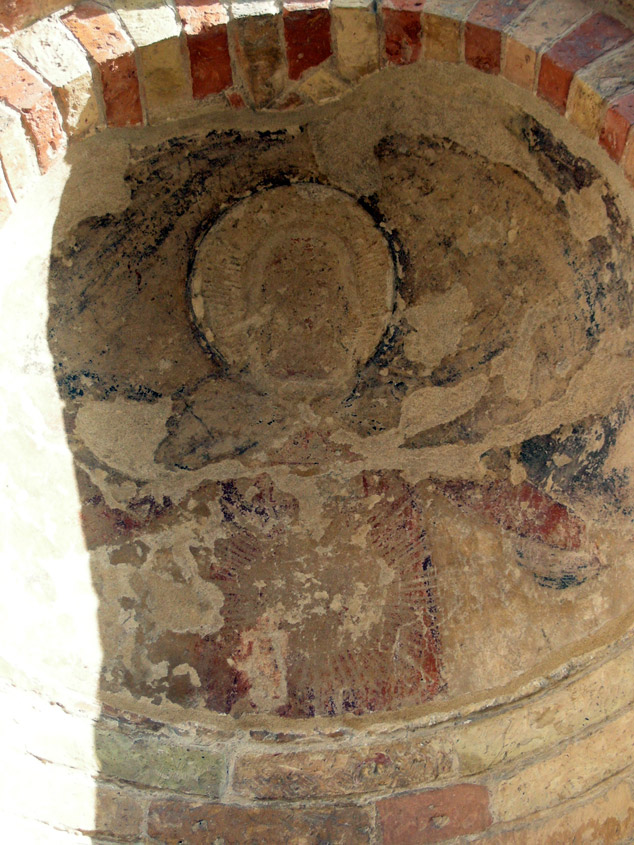
Particolare di un affresco all'interno di una nicchia della facciata
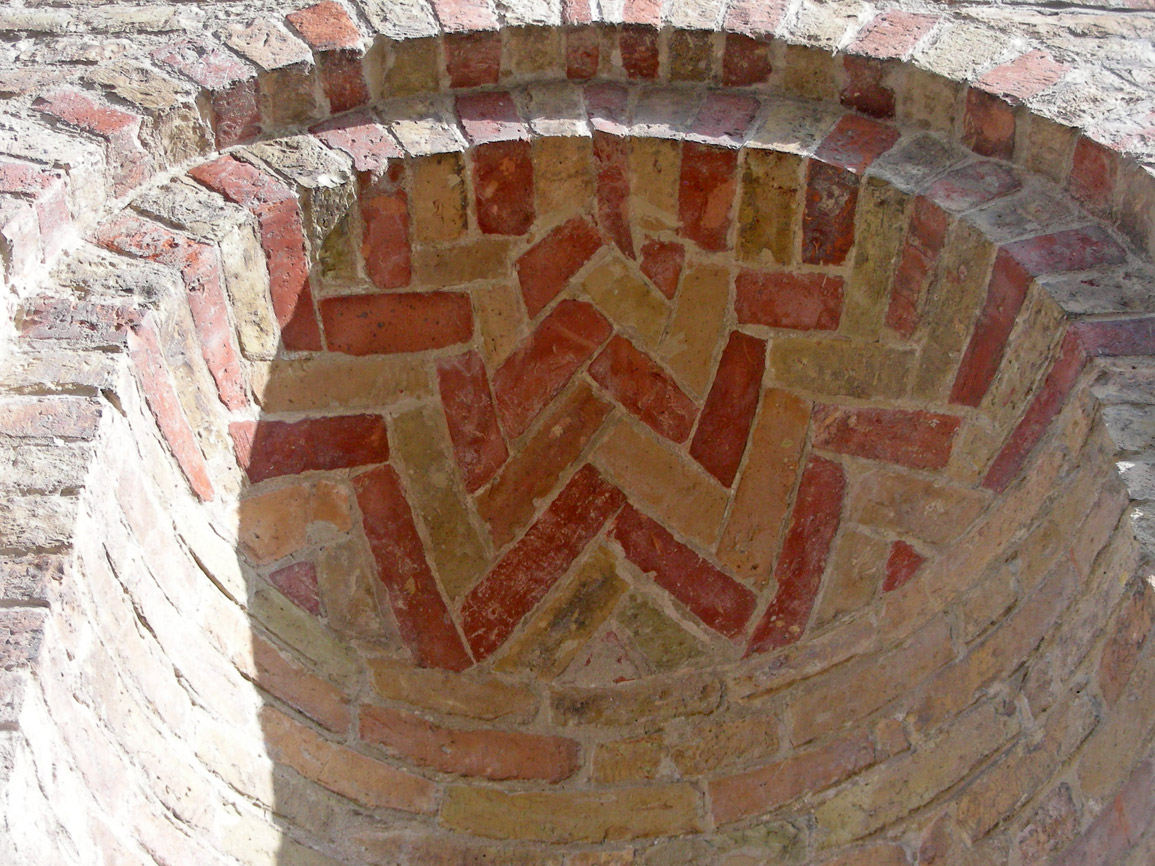
Particolare di una nicchia della facciata